# クイーンアレクサンドラステークス
クイーンアレクサンドラステークス（Queen Alexandra Stakes）はイギリスのアスコット競馬場で毎年6月に行われる競走である。

## 歴史
この競走はエドワード7世の妻であるアレクサンドラ・オブ・デンマークにちなんで名付けられた。1864年に創設され、当初はアレクサンドラプレートと呼ばれていた。その後、アレクサンドラステークスと呼ばれるようになり、1931年に現在の競走名になった。以前は22ハロン34ヤード（約4457m）で施行されていたが、2005年に再編された結果、現在の距離に短縮された。
5日間にわたって行われるロイヤルアスコット開催の最終日に行われる伝統的な競走である。初日にアスコットステークスに出走した馬が出走することがあり、2012年のSimenonのように同じ年に両方を制した馬もいる。
ブラウンジャックは1929年～1934年の当競走を優勝し、同一レース6連覇を成し遂げており、ロイヤルアスコットの公式ガイドは「おそらくロイヤルアスコットにおける最大の競走馬の伝説」と紹介している。
ケンプトンパーク競馬場のマラソンハンデキャップより21ヤード長く、平地競走としては世界最長の競走である。そのため、障害競走（ハードル）で活躍した馬が出走することもある。

## 歴代優勝馬（2000年以降）
- 2000  Dominant Duchess
- 2001  Life Is Life
- 2002  Cover Up
- 2003  Cover Up
- 2004  Corrib Eclipse
- 2005  Cruzspiel
- 2006  Baddam
- 2007  Enjoy the Moment
- 2008  Honolulu
- 2009  Caracciola
- 2010  Bergo
- 2011  Swingkeel
- 2012  Simenon
- 2013  Chiberta King
- 2014  Pique Sous
- 2015  Oriental Fox
- 2016  Commissioned
- 2017  Oriental Fox
- 2018  Pallasator
- 2019  Cleonte
- 2020  Who Dares Wins
- 2021  Stratum
- 2022  Stratum
- 2023  Dawn Rising
- 2024  Uxmal
- 2025  Sober